# Gloster Gladiator

Gladiator Mk.I

Gloster Gladiator var ett brittiskt dubbelvingat jaktflygplan som användes av flera flygvapen under andra världskriget. Flygplanet hade en topphastighet om omkring 414 km/h. Gladiatorflygplan modifierades även för hangarfartygsbruk, där de flögs av den brittiska flottans flygvapen. Det var då känd som Sea Gladiator.

## Historia
Flygplanet gjorde sin första flygning år 1934 och togs i bruk år 1937. Gloster Gladiator utvecklades från Gauntlet-jaktplanet. När flygplanet introducerades började den nya generationen av monovingade jaktplan tas i bruk, såsom Spitfire och Messerschmitt Bf 109. När det andra världskriget bröt ut användes Gladiator i strid i Finland, Frankrike och Norge, men medan det hävdade sig någorlunda bra mot sovjetiska flygplan i finska vinterkriget så utklassades den av de tyska jaktplanen på de andra stridsskådeplatserna. De sju norska Gladiatorflygplanen från Fornebu, nära Oslo, lyckades dock skjuta ner fem tyska flygplan, den 9 april 1940, som var operation Weserübungs första dag. Denna dag förlorade Luftwaffe två Messerschmitt Bf 110-jaktplan, två Heinkel He 111-bombplan och ett Junkers Ju 52-transportplan. Ett norskt jaktplan sköts ned av den framtida tyska flygexperten Helmut Lent, medan två andra förstördes på marken medan de tankades och fick ny ammunition. De fyra återstående beordrades att landa varhelst de kunde, så länge det inte var Fornebu, som nu var i tyska händer. Jaktplanen spred på sig och landade på frusna sjöar nära Oslo och återvände aldrig till striden. 
Gladiatorflygplan användes även av två RAF-divisioner under de två återstående månaderna av den norska kampanjen. Man lyckades inte evakuera några norska flygplan efter den 10 juni, när de norska styrkorna kapitulerade på fastlandet. Enbart flygplan från den norska flottan hade den räckvidd som krävdes för att ta sig från sina nord-norska baser till Storbritannien. Bland de flygplan som lyckades ta sig till de brittiska öarna fanns ett antal tysktillverkade Heinkel He 115-sjöflygplan, såväl som en erövrad Arado Ar 196 från den tyska tunga kryssaren Admiral Hipper.
I Nordafrika och i Grekland hade Gladiatorflygplanen viss framgång mot det italienska flygvapnet (Regia Aeronautica) som huvudsakligen var utrustat med dubbeldäckade Fiat CR.32 och Fiat CR.42-jaktplan. Gladiatorerna led svårare förluster mot de modernare monojaktplanen Fiat G.50 och Macchi C.200. Under försvaret av Malta, försvarades hela ön av ett fåtal Gladiatorflygplan, vilket gav upphov till myten att enbart tre Sea Gladiatorflygplan försvarade ön. Dessa skulle ha benämnts Faith, Hope och Charity (Tro, hopp och kärlek).
I Stillahavskriget klarade sig Gladiatorflygplanen lite bättre mot de moderna japanska flygplanen än vad de gjort mot tyskarna och italienarna. Flygplanet spelade en roll i det kortlivade försvaret av Singapore.
Hangarfartygsbaserade Sea Gladiators var mera framgångsrika eftersom deras lägre hastighet gjorde dem lämpliga för hangarfartygsoperationer och för att de var mindre utsatta för moderna fiendejaktplan ute till havs.
Gladiatorn kom att exporteras till 13 andra länder som använde det i sina respektive flygvapen.

## Om flygplanet
Gloster Gladiator konstruerades 1934 av Glosterfabriken utan att någon beställning på eller förfrågan om fanns att köpa flygplanet. Prototypflygplanet flög första gången 10 mars 1936. Brittiska flygvapnet (RAF) köpte in ett flygplan för utvärdering, och det visade sig ha så positiva egenskaper att man i juli 1935 beställde 23 flygplan. 
Flygplanet konstruerades för att passa det brittiska flygministeriets specifikation F7/30. Gladiatorn, som är en utveckling av Gloster Gauntlet,  tillverkades i en fackverkskonstruktion av stålrör och profiler av duralumin som kläddes med duk. Konstruktionen ser ut som en korsning mellan andra generationens jaktplans stålkonstruktioner och beväpning (så som Hawker Hurricane) och första generationen jaktplans dubbelvingar och motorer.
Förarutrymmet är placerat strax bakom den övre vingen. Landningstället är fast och kan försett med hjul eller skidor. Flygplanet är försett med en kompressor som drivs av motorn. Luften leds till en tryckluftsbehållare i bakkroppen, som förser den pneumatiska avfyringen av kulsprutorna och hjulbromsarna med kraft. 
Motorn var en Bristol Mercury IX på 840 hk, 9-cylindrig luftkyld stjärnmotor som väger cirka 460 kg. Bränsletanken, som rymmer 285 liter, är placerad mellan motor och förarutrymmet. Dessutom kunde en fälltank på 90 liter medföras. Eftersom fälltanken placerades ovanför huvudtanken kunde bränslet av sin egen tyngd nå förgasaren även om bränslepumpen slutade att fungera.
Under åren 1934–1940 tillverkades totalt 756 Gloster Gladiator och Sea Gladiator (se nedan) i olika versioner. 480 levererades till RAF, 60 levererades till flottans Fleet Air Arm (FAA) och resterande 216 flygplan exporterades till 13 olika länder. Bl.a. exporterades 22 flygplan till Belgien, 26 till Lettland, 36 till Kina, 12 till Norge och 55 stycken till Sverige. Flygvapnets benämning av flygplanet blev J 8.

## RAF och FAA
När andra världskriget inleddes användes Gloster Gladiator vid strider över Frankrike, men flygplanet var underlägset de tyska jaktflygplanen och flyttades till mindre viktiga krigsskådeplatser allt eftersom modernare flygplan tillfördes RAF. Flygplanet kom att spela en stor roll vid Englands försök att hjälpa Norge 1940, och även över Medelhavet 1940–1941 där ett flertal fiendeflygplan sköts ner. När HMS Glorious sänktes utanför Norge landade de oskadade flygplanen från FAA på en frusen sjö och fortsatte med hjälp av norrmännen striderna mot Luftwaffe. Det var även tre Gladiatorer från FAA som svarade för stora delar av luftförsvaret av Malta när Regia Aeronautica anföll i juni 1940.

## Norge
Vid Tysklands anfall mot Norge 1940 fanns i norska Jagevingen på Fornebu sju fungerande Gloster Gladiator av totalt tolv. Dessa sju flygplan lyckades skjuta ner ett tiotal tyska flygplan innan de tvingades landa på grund av mekaniska problem och bränslebrist. Fyra av flygplanen förstördes när de nödlandade på olika platser runt Oslo. När sedan England drog sig ur operationen följde både norska flygplan och piloter med till England.

## Finland

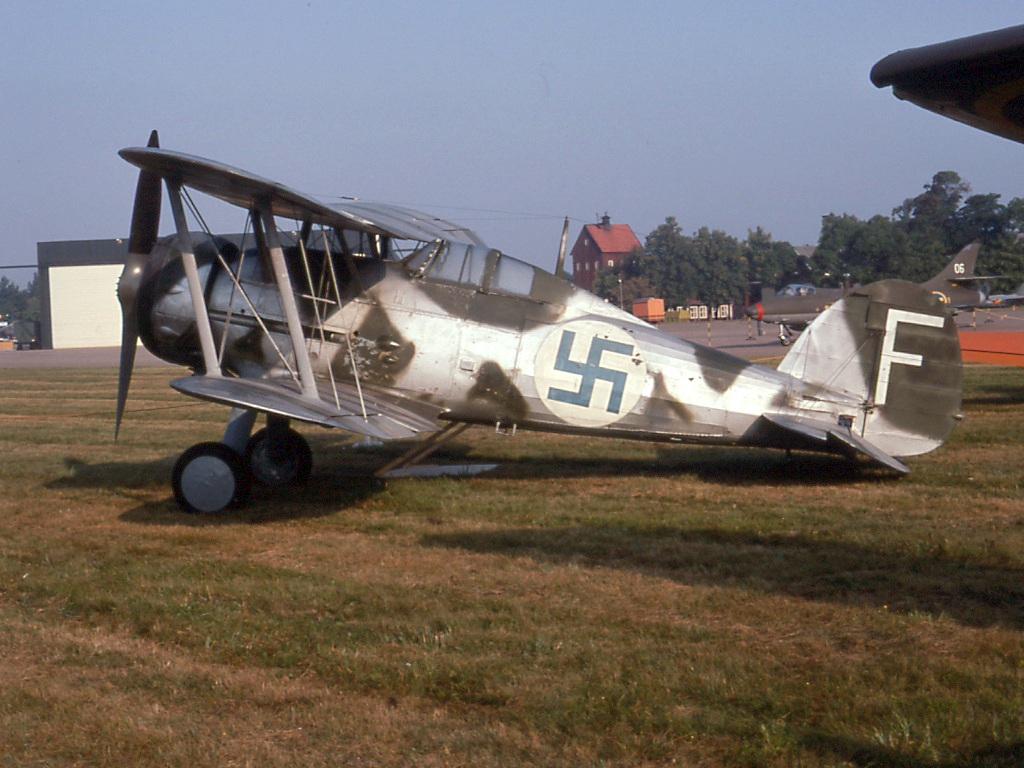
Gloster Gladiator från F 19.

Vid finska vinterkrigets utbrott var bristen av flygplan i finska försvaret stort. Det finländska flygvapnet införskaffade 30 Gloster Gladiator Mk.II -jaktplan under vinterkriget från Storbritannien för att sättas in i striderna i södra Finland. Som ett led i att hjälpa Finland monterades flygplanen av CVM mellan januari och april 1940. Av de flygplan som anlände under januari och februari hade tio skänkts av Sydafrika. Gladiatorerna tjänade i flygvapnet fram tills 1945, men redan under fortsättningskriget var de hopplöst föråldrade i jämförelse med de sovjetiska jaktplanen. Flygplanstypen användes främst för spaningsuppdrag. De finländska Gladiatorflygplanen vann 33 luftsegrar under vinterkriget och en under fortsättningskriget.
Förutom de finländska Gladiatorflygplanen flög även den svenska frivilligkårens flygregemente F 19 med sina egna Gladiatorflygplan i norra Finland fram till slutet av kriget. Man hade tolv Gloster Gladiator Mk.I -jaktplan samt fem Hawker Hart bombplan. Flygplanen hörde till det svenska flygvapnet men flög med finska beteckningar. Enheten svarade ensamt för luftförsvaret av hela norra Finland. De svenska frivilliga uppnådde åtta luftsegrar med sina Gladiatorflygplan under vinterkriget.

## Sverige
I mitten av 1930-talet sökte flygvapnet efter ett modernt jaktflygplan. Vid upphandlingen samlade man in fakta om 37 olika utländska flygplan, varav 14 var monoplan. Monoplanen föll bort eftersom flygstaben ansåg att de var olämpliga vid landningar på de gräsfält som flygvapnet disponerade. Av biplanen ansågs Gloster Gladiator ha bästa prestanda enligt flygvapnets önskemål. 
Ordern kom att delas upp i flera beställningar, eftersom flygvapnet funderade på att låta licenstillverka flygplanet i Sverige. En första order på två flygplan tecknades i maj 1936, ytterligare tre flygplan beställdes i juni 1936 följt av den större ordern på 32 flygplan i april 1937. I Sverige var flygplanet känt som J 8. Ett flygplan levererades luftledes till Bromma 20 april 1937. Flygplanet var redan vid leveransen märkt med F 8 Barkarbys flottiljsiffra, trots att flottiljen grundades först 1938. Flygplanet överfördes temporärt till Försökscentralen (FC) för taktisk utprovning, för att sedan överföras till F 8  detachement på F 1. Även det tredje levererade flygplanet kom temporärt att överföras till FC för utprovning av skidor och vintertaktik. Övriga flygplan från de första beställningarna placerades på F 1 Hässlö.
Någon licenstillverkning kom inte till stånd eftersom flygvapnet bara behövde ytterligare 18 flygplan för att utrusta en tredje division, utan flygplanen beställdes från Gloster, de sista flygplanen kom att utrustas med den utvecklade My S3-motorn.

Under våren 1938 levererades 25 flygplan samt de två som provats av FC till F 8 detachement på F 1. Under oktober 1938 flyttades de över till Barkarby, resterande beställda flygplan levererades direkt från fabriken till F 8. När andra världskriget inleddes 1939 fanns 51 flygplan kvar i aktiv tjänst. Den 30 december 1939 lånade F 8 ut 12 flygplan till F 19 Finland. Eftersom de nio kvarvarande flygplanen inte fick återvända till Sverige med den finska nationalitetsmålningen målades den finska svastikan över med olika fantasifulla figurer. Under tiden i Finland betecknades planen med ett blått hakkors i liggande position. Nämnas bör att detta hakkors inte hade någon koppling till Nazityskland, utan ursprunget till emblemet var den svastika som var målad på det flygplan som den svenske greven  Eric von Rosen år 1918 skänkte till det nygrundade flygvapnet och som därefter användes som igenkänningstecken på flygplanen.

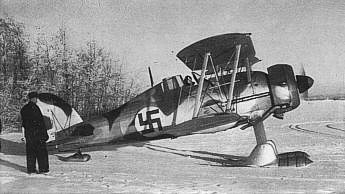
Gladiator-plan från F 19

När sedan F 8 ombeväpnades till J 9 överfördes flygplanen till F 9 Säve och F 10 Ängelholm.
1943 överfördes 14 flygplan till F 5 Ljungbyhed för att användas vid flygkadettskolan. De kom att följa med när flygkadettskolan flyttade till F 20 Uppsala. 
Den sista kvarvarande J 8 i flygvapnet kasserades 1947. En finns idag bevarad med F 19:s märkning och är utställd på Flygvapenmuseum i Linköping.

## Varianter
- SS.37: Prototyp
- Gloster Gladiator mk I: 378 stycken. Hade en 2-bladspropeller och en luftkyld Bristol Mercury IX-motor (680 hk). Tidiga exemplar var beväpnade med 4 stycken 7.7 mm kulsprutor. 2 stycken Vickers kulsprutor i kroppen och 2 stycken Lewis kulsprutor under vingarna. Senare exemplar hade 4 stycken 7.7 mm Browning kulsprutor.
- Gloster Gladiator mk II: 378 stycken. Hade en 3 blads propeller och en luftkyld Bristol Mercury VIIIA-motor (840 hk). Den var beväpnad med 4 stycken 7.7 mm Browning kulsprutor.
- Sea Gladiator: 38 stycken, N2265 – N2302. Gladiator mk II modifierade med hangarfartygskrok och fästen för katapultstart.
- Sea Gladiator Mk I: 60 stycken, N5500 – N5549 och N5565 – N5574. Nybyggda Sea Gladiators. Dessa hade förutom uppgraderingarna som nämns ovan fästen för kranupphängning.
- J 8: 37 stycken. Svenska varianten av Gloster Gladiator Mk I. Hade svenska 8 mm ksp m/22 kulsprutor, 3-bladig propeller och svensk utrustning. Kunde även montera skidlandställ.
- J 8A: 18 stycken. Svenska varianten av Gloster Gladiator Mk II. Hade svenska 8 mm ksp m/22 kulsprutor, 2-bladig propeller och svensk utrustning. Kunde även montera skidlandställ.
- Gloster Doushi Mk I[4]: 36 stycken. Kinesiska varianten av Gloster Gladiator Mk I. Planet kallades Gloster "Gloyster" Doushi Mk I (格洛斯特 斗士 Mk I) varav Doushi betyder krigare eller liknande på kinesiska. Dessa var beväpnade med brittiska Browningkulsprutor som avfyrade Kinas huvudpatron 7.62 mm 30-06 Springfield.

## Användare
| - Belgien - Egypten - Finland - Grekland - Irak - Irland - Republiken Kina - Lettland - Litauen - Norge | - Portugal - Storbritannien (Royal Navy, Royal Air Force) - Sverige - Sydafrika |